# Ланаган (Міссурі)
Ланаган (англ. Lanagan) — місто (англ. city) в США, в окрузі Макдональд штату Міссурі. Населення — 373 особи (2020).

## Географія
Ланаган розташований за координатами 36°36′22″ пн. ш. 94°27′6″ зх. д. / 36.60611° пн. ш. 94.45167° зх. д. (36.606138, -94.451705).  За даними Бюро перепису населення США в 2010 році місто мало площу 2,44 км², уся площа — суходіл.

## Демографія
Згідно з переписом 2010 року, у місті мешкало 419 осіб у 171 домогосподарстві у складі 105 родин. Густота населення становила 172 особи/км².  Було 211 помешкання (87/км²).
Расовий склад населення:
| - 82,3 % — білих - 4,8 % — корінних американців - 0,5 % — чорних або афроамериканців - 3,8 % — осіб інших рас |

До двох чи більше рас належало 8,6 %. Частка іспаномовних становила 10,7 % від усіх жителів.
За віковим діапазоном населення розподілялося таким чином: 28,9 % — особи молодші 18 років, 57,3 % — особи у віці 18—64 років, 13,8 % — особи у віці 65 років та старші. Медіана віку мешканця становила 36,3 року. На 100 осіб жіночої статі у місті припадало 104,4 чоловіків;  на 100 жінок у віці від 18 років та старших — 101,4 чоловіків також старших 18 років.
Середній дохід на одне домашнє господарство  становив 32 186 доларів США (медіана — 26 875), а середній дохід на одну сім'ю — 38 304 долари (медіана — 39 375). За межею бідності перебувало 25,9 % осіб, у тому числі 21,8 % дітей у віці до 18 років та 41,7 % осіб у віці 65 років та старших.
Цивільне працевлаштоване населення становило 170 осіб. Основні галузі зайнятості: виробництво — 23,5 %, роздрібна торгівля — 22,4 %, будівництво — 22,4 %.